# Roque Pérez (município)
Roque Pérez é um partido (município) da província de Buenos Aires, na Argentina. Possuía, de acordo com estimativa de 2019, 13.726 habitantes.